# Vahap Polat
Vahap Polat (geboren 1973 in der Türkei) ist ein freier Journalist, Publizist und Berater mit Schwerpunkten politischer Islam, innenpolitische Entwicklung und Geschichte der Türkei.
Polat absolvierte das Militärgymnasium und besuchte die Heeresakademie in Ankara. Anschließend studierte er ab 2000 Politikwissenschaft an der Universität Salzburg und schloss das Studium 2006 ab. Nach einem Forschungsaufenthalt an der Boğaziçi-Universität in Istanbul schrieb er seine Dissertation zwischen 2008 und 2012 an der Universität Salzburg.
Er arbeitete als Analytiker an dem Internationalen Institut für liberale Politik Wien. Als ehrenamtlicher Vertreter der Euroasiatischen Stiftung der Türkei war Vahap Polat in Wien aktiv. Gemeinsam mit der politischen Bildungszentrale Leipzig organisierte er Studienreisen u. a. mit Schwerpunkten türkische Außenpolitik, Politischer Islam, Türkei – EU Beziehungen.
Als Journalist schreibt Polat Artikel für die Rhein-Zeitung.

## Veröffentlichungen
- Islam und Demokratie: religiöse und politische Elemente; Identifizierung der Bedingungen, unter denen beide kompatibel sind. (Diplomarbeit), Universität Salzburg, 2004.
- Die Außenpolitik der Türkei: die strategische Orientierung der Türkei im Wandel 2002–2012, Ideologien, die die Außenpolitik der Türkei beeinflussen. (Dissertation), 2 Bände, Universität Salzburg 2012.
- Derin yalnızlık: AKP’nin dış politikası ve elit politikaları. In: Kaynak yayınları. Nr. 790. Istanbul 2015, ISBN 978-975-343-942-8.
- Türkische Außen- und Sicherheitspolitik im Wandel. Von „Null Probleme mit dem Nachbarn“ zur „Noblen Einsamkeit“. In: Johann Puchler, Johann Frank (Hrsg.): Strategie und Sicherheit 2014. Europas Sicherheitsarchitektur im Wandel. Böhlau, Wien / Köln / Weimar 2014, S. 637–650, doi:10.7767/sus-2014-0155.
- Österreich und die österreichische Außen- und Sicherheitspolitik aus türkischer Sicht. In: Johann Puchler, Johann Frank (Hrsg.): Strategie und Sicherheit 2012. Der Gestaltungsspielraum der österreichischen Sicherheitspolitik. Böhlau, Wien / Köln / Weimar 2012, S. 793–801, doi:10.7767/sus.2012.2012.1.793.
- Zur Außen- und Innenpolitik der Türkei (= Sozialwissenschaftliche Schriftenreihe). Internationales Inst. für Liberale Politik, Wien 2010, ISBN 978-3-902595-43-0.

| Personendaten    | Personendaten                       |
| ---------------- | ----------------------------------- |
| NAME             | Polat, Vahap                        |
| KURZBESCHREIBUNG | türkischer Journalist und Publizist |
| GEBURTSDATUM     | 1973                                |
| GEBURTSORT       | Türkei                              |